# كاتدرائية القديس إلياس في بيروت
كاتدرائية القديس إلياس اليونانية الكاثوليكية هي كنيسة الروم الملكيين الكاثوليك الواقعة في وسط بيروت، لبنان، مكرسة لسانت إلياس، والتي تم ترميمها بالكامل بعد الحرب الأهلية اللبنانية (1975-1990) على المباني السابقة التي يرجع تاريخها إلى دير الشويري من القرن 19. خطتها اتبعت النمط البيزنطي.

## التاريخ
مبنى الكنيسة هو مبنى أو هيكل يكون غرضه الأساسي تسهيل اجتماع الكنيسة. عندما نمت المسيحية وأصبحت أكثر قبولاً من قبل الحكومات، لا سيما مع مرسوم ميلانو، تم في نهاية الأمر تخصيص غرف ومبان بأكملها للغرض الواضح ألا وهو للعبادة المسيحية، مثل كنيسة القبر المقدس.
غالبًا ما تكون مباني الكنيسة التقليدية على شكل صليب وغالبًا ما يكون لها برج أو قبة. تتميز مباني الكنيسة الأكثر حداثة بمجموعة متنوعة من الأساليب والتخطيطات المعمارية؛ تم الآن تحويل العديد من المباني التي تم تصميمها لأغراض أخرى لاستخدام الكنيسة، وبالمثل تم استخدام العديد من مباني الكنائس الأصلية لاستخدامات أخرى.
```
تم بناء كل من دير الرهبان الشويريين وكنيسة للقديس إلياس في هذا الموقع في نهاية القرن الثامن عشر، في أعقاب الانقسام في المجتمع الروماني المسيحي في الكنائس 
الأرثوذكسية
 
والكاثوليكية
.
```

تم إعادة بناء هذا المجمع بين عامي 1847 و1849 تحت قيادة الأسقف أغابيوس رياشي لمنع خطر الانهيار، مما أنتج الكاتدرائية الحالية المكونة من ثلاثة صخور. اتبعت النمط البيزنطي، في حين أن الداخل يجمع بين السمات الباروكية والإسلامية. خلال النصف الأول من القرن العشرين، تم ترميم الجزء الخارجي من الكاتدرائية مرتين، أولاً في عام 1901 ثم بين عامي 1940 و1950. حظر بناء مبنى التأمين العام في عام 1930 من
```
رؤية منظر الكاتدرائية من ميدان 
وسط بيروت
.
```

تضررت بشدة خلال الحرب الأهلية اللبنانية (1975-1990)، تم استعادة الكاتدرائية بالكامل. أعاد التجديد فتح مدخله الرئيسي على الجانب الغربي، واستبدل أماكن المعيشة السابقة للأسقف ببرج الجرس وقاعة الاستقبال. تم الكشف عن ساحة فناء مفتوحة - تدور - لمبنى عام روماني خلال الأعمال.

## وصلات خارجية
- https://www.tripadvisor.com.br/LocationPhotoDirectLink-g294005-d3384303-i45759244-Cathedrale_St_Elie_des_Grecs_Catholiques-Beirut.html
- http://www.gcatholic.org/churches/asia/5281.htm